# Bnei Herzliya
El Bnei Herzliya (en hebreo: בני הרצליה‎), anteriormente conocido como Bnei HaSharon, es un equipo de baloncesto israelí con sede en la ciudad de Herzliya, que compite en la Ligat Winner. Disputa sus partidos en el HaYovel Herzliya, con capacidad para 1750 espectadores.

## Historia
El club se creó a partir de la fusión de dos equipos en 2002, el Bnei Herzliya, que acababa de perder la categoría, y el Maccabi Ra'anana, con graves problemas financieros. Antes de su fusión, el Bnei Herzliya había conseguido su único título, la Copa de Israel en 1995. Tras la fusión, su mejor resultado en la liga lo logró en 2004, 2007 y 2008, llegando a las semifinales del campeonato.

## Nombres
- Bnei HaSharon

(2002-2013)
- Bnei Herzliya

(2013-)

## Posiciones en Liga
| Temporada | Nivel | División    | Pos. | Postemporada     | Competiciones europeas    | Competiciones europeas |
| --------- | ----- | ----------- | ---- | ---------------- | ------------------------- | ---------------------- |
| 2009–10   | 1     | Ligat ha'Al | 8    | Cuartos de final | –                         | –                      |
| 2010–11   | 1     | Ligat ha'Al | 4    | Cuartos de final | –                         | –                      |
| 2011–12   | 1     | Ligat ha'Al | 10   | –                | –                         | –                      |
| 2012–13   | 1     | Ligat ha'Al | 11   | –                | –                         | –                      |
| 2013–14   | 1     | Ligat ha'Al | 11   | –                | –                         | –                      |
| 2014–15   | 1     | Ligat ha'Al | 9    | –                | –                         | –                      |
| 2015–16   | 1     | Ligat ha'Al | 7    | Cuartos de final | –                         | –                      |
| 2016–17   | 1     | Ligat ha'Al | 5    | Cuartos de final | 3 Copa Europea de la FIBA | 2R                     |
| 2017–18   | 1     | Ligat ha'Al | 10   |                  | 3 Copa Europea de la FIBA | TR                     |

## Palmarés
- Copa de Israel (como Bnei Herzliya): 2

1995, 2022
- -  Subcampeón Copa de Israel (como Bnei HaSharon): 3

2005, 2007 y 2010

## Jugadores destacados
| - Magnum Rolle - Milton Palacio - Lior Ben David - Yotam Halperin - Avi Kazarnovski - Yuval Naimy - Guy Pnini - Meir Tapiro - Ndudi Ebi - Filiberto Rivera - Vladislav Kondratov - Yevgueni Pashutin - Ufuk Sarıca - Demetrius Alexander - Maceo Baston - Trevor Booker - Derrick Caracter - Sam Clancy, Jr. - Norris Coleman - Jakim Donaldson | - Devin Ebanks - Reggie Geary - Rod Grizzard - Anthony Grundy - J.J. Hickson - Michael Jackson (baloncestista) - Shawn James - Jumaine Jones - Lee Nailon - Ira Newble - Terrence Rencher - J.R.Reynolds - Jeryl Sasser - Josh Selby - Greg Sutton - David Thirdkill - P.J. Tucker - Ekpe Udoh - Deron Washington - Kyle Weaver | - Julian Wright - Alvin Young - Korleone Young - Guy Goodes - Ugonna Onyekwe - Yaniv Green - Dan Grunfeld - Gerlard Regev - Jarod Stevenson - Marcus Norris - J.R. Sakuragi - Romel Beck - Michael Umeh - Chris Warren - Devon Collier - Bryant Dunston |